# 181-я пехотная дивизия (вермахт)
181-я пехотная дивизия (нем. 181. Infanterie-Division) — тактическое соединение сухопутных войск вооружённых сил нацистской Германии периода Второй мировой войны.

## История
181-я пехотная дивизия была создана 1 декабря 1939 в Брауншвейге. 12 января 1940 она была пополнена восемью батальонами. В апреле 1940 года приняла боевое крещение, высадившись на территории Норвегии. После захвата Норвегии там остался 349-й гренадерский полк, а дивизия была переброшена в Германию, откуда в сентябре 1943 направилась в Югославию в составе пяти батальонов. 334-й полк автоматчиков 25 октября и 18 ноября 1944 вступал в бои с партизанами в Черногории, где был полностью уничтожен. В 1945 году дивизия была загнана в Целе, где и капитулировала перед войсками Югославии.
| Дата                      | Корпус           | Армия        | Группа армий | Дислокация |
| ------------------------- | ---------------- | ------------ | ------------ | ---------- |
| декабрь 1939 — март 1940  | XI военный округ | —            | —            | Брауншвейг |
| апрель — август 1940      | 21-я группа      | —            | —            | Норвегия   |
| сентябрь — декабрь 1940   | 33-й корпус      | 21-я группа  | —            | Дронтхайм  |
| январь 1941 — август 1943 | 33-й корпус      | «Норвегия»   | —            | Дронтхайм  |
| сентябрь 1943             | резерв           | «Норвегия»   | —            | Дронтхайм  |
| октябрь — ноябрь 1943     | 21-й корпус      | 2-я танковая | F            | Черногория |
| декабрь 1943              | 5-й корпус СС    | 2-я танковая | F            | Черногория |
| январь — сентябрь 1944    | 21-й корпус      | 2-я танковая | F            | Черногория |
| октябрь — декабрь 1944    | 21-й корпус      | E            | F            | Черногория |
| январь 1945               | 91-й корпус      | E            | F            | Хорватия   |
| февраль — март 1945       | 21-й корпус      | E            | F            | Хорватия   |
| апрель 1945               | 21-й корпус      | —            | E            | Хорватия   |
| май 1945                  | 59-й корпус      | —            | «Юго-Восток» | Штирия     |

## Структура[3]
| 1 декабря 1939                      | 12 января 1940                        | 1 апреля 1944                                            |
| ----------------------------------- | ------------------------------------- | -------------------------------------------------------- |
| 334-й пехотный полк                 | 334-й пехотный полк                   | 334-й стрелковый полк (два батальона)                    |
| 349-й пехотный полк                 | 349-й пехотный полк                   | 363-й пехотный полк (два батальона)                      |
| --                                  | 359-й пехотный полк                   | 359-й пехотный полк (включая 3-й туркестанский батальон) |
| 222-я лёгкая артиллерийская батарея | 222-й артиллерийский полк             | 222-й артиллерийский полк                                |
| --                                  | --                                    | 181-й стрелковый батальон                                |
| --                                  | Подразделения дивизии под номером 222 | Подразделения дивизии под номером 222                    |

## Командующие
- Генерал-лейтенант Петер Бьелфелд, 1 декабря 1939 — 10 января 1940
- Генерал-лейтенант Курт Войташ, 10 января 1940 — 1 марта 1942
- Генерал-лейтенант Фридрих Байер, 1 марта 1942 — 24 марта 1942
- Генерал-лейтенант Германн Фишер, 24 марта 1942 — 1 октября 1944
- Генерал-лейтенант Ойген Блейер, 1 октября 1944 — 8 мая 1945